# Puivelde
Puivelde (fr. Puyvelde) – dzielnica (deelgemeente) miasta Sint-Niklaas w Belgii, w Regionie Flamandzkim, w prowincji Flandria Wschodnia, w okręgu Sint-Niklaas. 1 stycznia 2020 roku liczyła 1307 mieszkańców. Do 31 grudnia 1976 samodzielna gmina. 